# Campbell Scott
Campbell Scott, född 19 juli 1961 i New York, är en amerikansk skådespelare, regissör, filmproducent och röstskådespelare.
Scott är son till skådespelarna George C. Scott och Colleen Dewhurst.

## Filmografi (i urval)
- 1991 – Död på nytt
- 1991 – Kärlekens val
- 1992 – Singles
- 1994 – Mrs. Parker and the Vicious Circle
- 1996 – Big Night
- 2002 – Roger Dodger
- 2004 – Saint Ralph
- 2005 – The Exorcism of Emily Rose
- 2007 – Music and Lyrics
- 2012 – The Amazing Spider-Man
- 2014 – The Amazing Spider-Man 2
- 2022 – Jurassic World Dominion
- 2025 – Nonnas